# بول (أخطبوط)
الأخطبوط بول (باللاتينية: Paul) (ولد في 26 يناير 2008، نفق في 26 أكتوبر 2010) هو أخطبوط لقي اهتمامًا إعلاميًا كبيرًا على المستوى العالمي نظرًا لتوقعه الصحيح للفائزين في مباريات كرة القدم، خصوصًا التي يكون منتخب ألمانيا لكرة القدم طرفًا فيها. ولد في إنجلترا، ثم نقل إلى أحواض الحياة البحرية بمدينة أوبرهاوزن الألمانية. أيضاً نجح الأخطبوط بول في توقع المنتخب الفائز في نهائي كأس العالم لكرة القدم 2010 وهو ما حدث بالفعل، عندما تغلب منتخب أسبانيا على منتخب هولندا بنتيجة 1-0، حيث مال الأخطبوط إلى الصندوق الذي يحمل علم منتخب أسبانيا.
كان حراس بول يقومون بعرض صندوقين يحتويان على الطعام. وكانت الصناديق متماثلة إلا أنها زينت بأعلام الفرق المختلفة لدى المتنافسين في مباراة كرة القدم القادمة. أيا كان الصندوق الذي أكله بول من البداية كان يعتبر توقعاته لأي فريق سيفوز بالمباراة. وتم تكليفه من قبل حراس مركز الحياة البحرية في أوبرهاوزن بالمانيا بشكل أساسي بتوقع نتائج المباريات الدولية التي يلعب فيها المنتخب الألماني لكرة القدم. اختار بول الفريق الفائز بشكل صحيح في أربع مباريات من أصل ست مباريات للفريق الألماني في مباريات بطولة امم أوروبا 2008، وجميع مباريات الفريق السبع في كأس العالم 2010 (بما في ذلك الفوز الثالث لألمانيا على الأوروغواي في 10 يوليو). كما اختار إسبانيا بشكل صحيح كفائز في نهائي كأس العالم 2010. في المجمل احتل بول رقما قياسيا في 12 تنبؤا صحيحا من أصل 14 بمعدل نجاح حوالي 85.7%.

## حياته
فقس بول من بيضة في مركز الحياة البحرية في وايمث إنكلترا، ثم نقل إلى تانك إلى أحد مراكز السلسلة في اوبرهاوزن في ألمانيا.

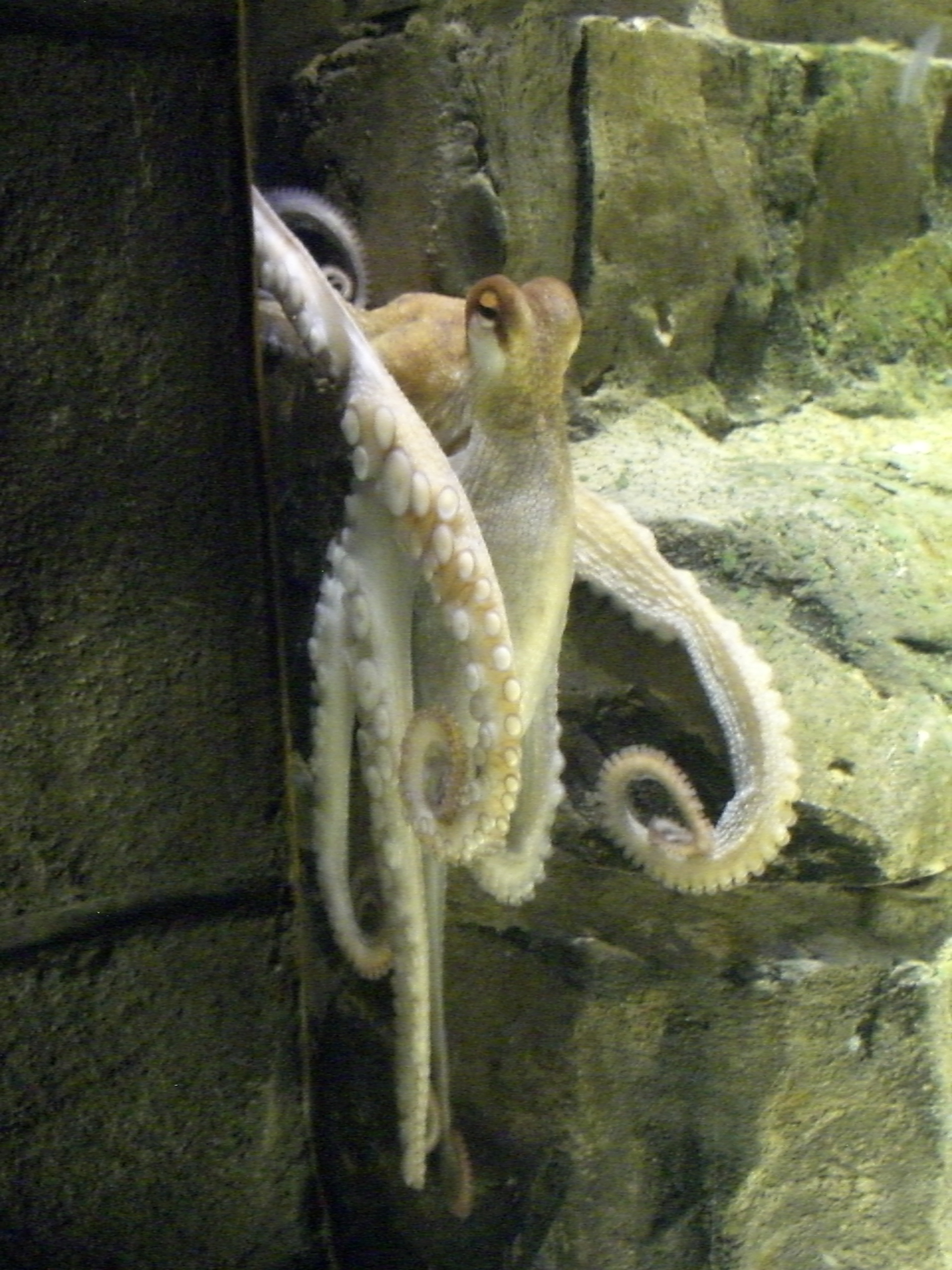
بول في التانك الخاص به

اسم بول مشتق من عنوان قصيدة للكاتب الألماني بوي لورنسن تسمي:Der Tintenfisch Paul Oktopus. وفقا لمدير الترفيه في مركز الحياة البحرية (دانييل في) فقد أظهر بول الذكاء في وقت مبكر من حياته: "كان هناك شيء عن الطريقة التي نظر بها إلى زوارنا عندما اقتربوا من التانك الخاص به. لقد كان الأمر غير عادي، لذا حاولنا معرفة ما هي مواهبه الخاصة. علقت منظمة حقوق الحيوان "بيتا" أن الأخطبوط هو أحد أكثر الحيوانات ذكاء بين اللافقاريات حيث تملك نشاط دماغي معقد وذكريات طويلة وقصيرة الأجل وشخصيات مختلفة فبإمكانهم استخدام الأدوات والتعلم من خلال الملاحظة والحساسية بشكل خاص للألم. وقالوا أنه سيكون من القسوة الإبقاء على بول في السجن الدائم. وردت مراكز الحياة البحرية بأنه سيكون من الخطر إطلاق سراحه لأنه ولد في الأسر، ولم يكن معتادا على إيجاد الطعام لنفسه. بعد شهرة بول جمع رجال الأعمال في كاربالينو (مجتمع في جليقية) نحو 30 الف يورو مقابل "رسوم نقل" لجعل بول مركز جذب رئيسي لمهرجان  Fiesta del Pulpo festival. فقد طمأن مانويل بازو (صياد السمك ورئيس نادي الأعمال المحلي) الناس بأن بول سوف يعرض حيا في التانك الخاص به وليس على قائمة الطعام. غير أن مركز الحياة البحرية رفض العرض.

## توقعه لنتائج المباريات
بدأت مهنة بول كمتنبئ خلال بطولة أمم أوروبا 2008. وفي الفترة التي سبقت مباريات ألمانيا الدولية قدم لبول صندوقين بلاستيكيين واضحين يحتوي كل منهما على طعام: بلح البحر أو محار. وقد تم وضع علامة على كل حاوية بعلم فريق علم ألمانيا والآخر بعلم خصم ألمانيا. الصندوق الذي فتحه بول أولا (و أكل محتوياته) اعتبر الفائز المتوقع في المباراة. لم تكن هنالك طريقة لبول ليختار بها التعادل وذلك على الرغم من أنها نتيجة محتملة لمباريات مرحلة المجموعات. وقد قارن البروفيسور كريس بود من جامعة باث والبروفسور ديفيد سبيغلهالتر من جامعة كامبريدج نجاح بول الواضح بسلسلة من الحظ مثلما عند قذف عملة معدنية. وفي ظل الفرضية القائلة بأن بول كان من المرجح بنفس القدر أن يختار الفائز أو الخاسر في المباراة ويتجاهل إمكانية التعادل كانت فرصته 1 من كل 2 في التنبؤ بنتيجة واحدة وفرصة 1 من كل 64 في التنبؤ بستة نتائج على التوالي. ومن غير المرجح أن يحدث هذا الإنجاز بالصدفة وحدها ولكن ليس بشكل كبير أيضاً. يشير سبيغلهالتر إلى أن هناك «حيوانات أخرى حاولت ولكن فشلت في التنبؤ بنتيجة مباريات كرة القدم» ليس من الملفت للنظر أن حيوان واحد أكثر نجاحا من غيره، وأن الحيوانات الناجحة فقط هي التي ستحظى بالاهتمام العام بعد هذه الحقيقة. كانت هناك مناقشة حول ما إذا كان يمكن ان تؤثر الاختلافات في تصميم الأعلام في بول (على الرغم من أن الأخطبوط الشائع هو بالتأكيد أعمى اللون) أو ما إذا كان بإمكانه اختيار صناديق قائمة على إختلافات في الرائحة.

## اختيارات بول

### ذات صلة بمنتخب ألمانيا

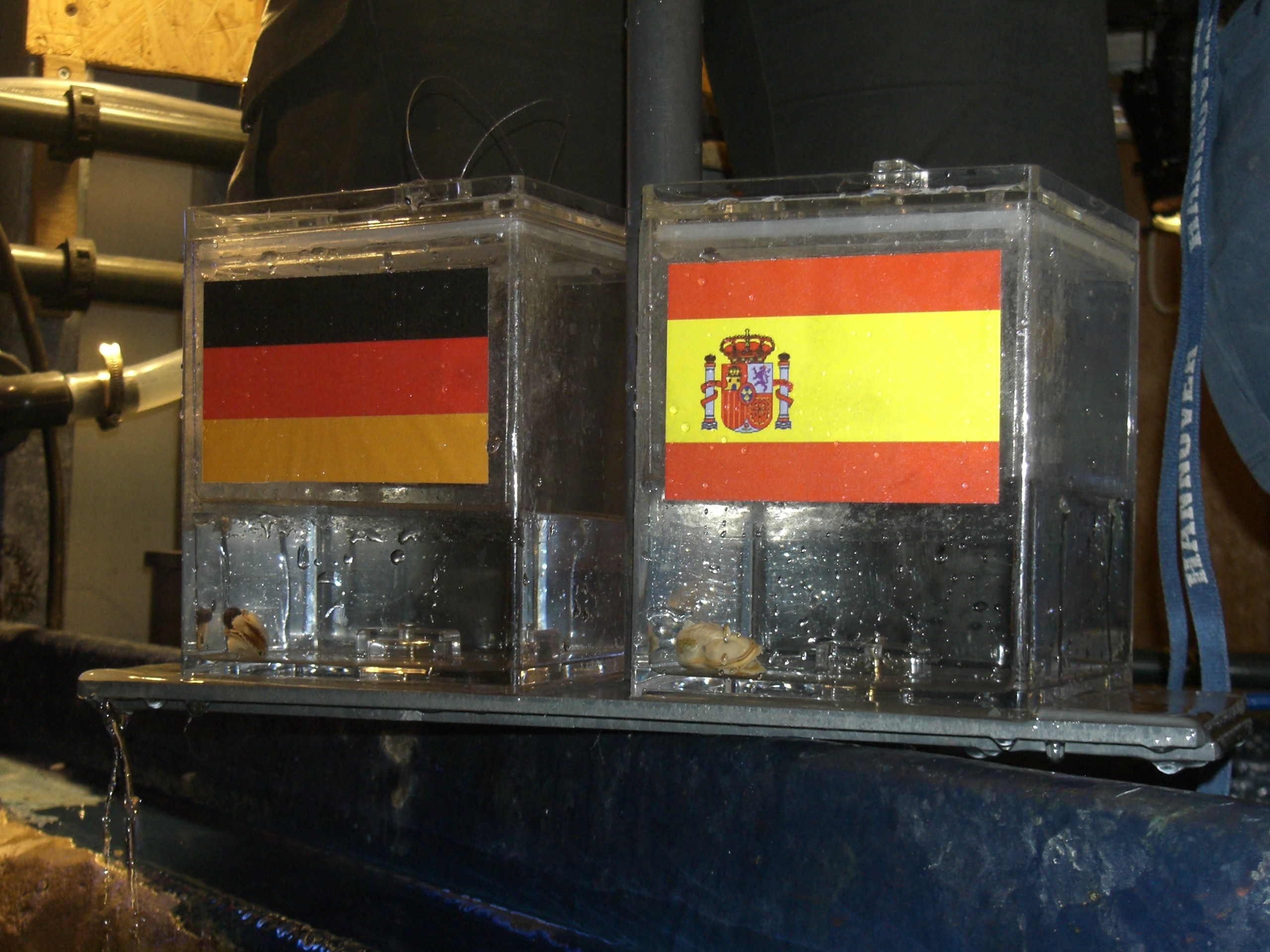
الصندوقين البلاستيكين الذين قدما لبول ، بها مواد غذائية واضحة على الجهة اليسارية

| الخصم      | البطولة         | المرحلة                    | توقع بول | النتيجة |      |
| ---------- | --------------- | -------------------------- | -------- | ------- | ---- |
| بولندا     | يورو 2008       | مرحلة المجموعات            | ألمانيا  | 2-0     | صحيح |
| كرواتيا    | يورو 2008       | مرحلة المجموعات            | ألمانيا  | 2-1     | خاطئ |
| النمسا     | يورو 2008       | مرحلة المجموعات            | ألمانيا  | 1-0     | صحيح |
| البرتغال   | يورو 2008       | ربع النهائي                | ألمانيا  | 3-2     | صحيح |
| تركيا      | يورو 2008       | نصف النهائي                | ألمانيا  | 3-2     | صحيح |
| إسبانيا    | يورو 2008       | نصف النهائي                | ألمانيا  | 1-0     | خاطئ |
| أستراليا   | كأس العالم 2010 | مرحلة المجموعات            | ألمانيا  | 4-0     | صحيح |
| صربيا      | كأس العالم 2010 | مرحلة المجموعات            | صربيا    | 0-1     | صحيح |
| غانا       | كأس العالم 2010 | مرحلة المجموعات            | ألمانيا  | 1-0     | صحيح |
| إنجلترا    | كأس العالم 2010 | ثمن النهائي                | ألمانيا  | 4-1     | صحيح |
| الأرجنتين  | كأس العالم 2010 | ربع النهائي                | ألمانيا  | 4-0     | صحيح |
| إسبانيا    | كأس العالم 2010 | نصف النهائي                | إسبانيا  | 0-1     | صحيح |
| الأوروغواي | كأس العالم 2010 | مباراة تحديد المركز الثالث | ألمانيا  | 3-2     | صحيح |

### غير متصلة بمنتخب ألمانيا
| الفريقان المتنافسان | البطولة         | المرحلة | توقع بول | النتيجة |      |
| ------------------- | --------------- | ------- | -------- | ------- | ---- |
| هولندا ضد إسبانيا   | كأس العالم 2010 | النهائي | إسبانيا  | 1-0     | صحيح |

## بول سفير إنجلترا في كأس العالم 2018
في 20 أغسطس 2010، أختير بول لمنصب «سفير» رسمي لإنجلترا بنهائيات بطولة كأس العالم لكرة القدم 2018 .

## موته
نفق الأخطبوط بول في 26 من أكتوبر 2010 نتيجة لموت طبيعي. كمعظم الحيوانات المائية من فصيلة الأخطبوط، لا يعيشون أكثر من سنتين وقد كان متوقعا أن يتوفى في أية حال قبل كأس أوروبا 2012.
إلا أن صاحب الأخطبوط تأثر كثيرا لوفاته وتعلق به وقال (ترجمة عن النص الإنجليزي): «هذا يوم حزين غادرني فيه رفيقي بولـ كنت أعلم أنه سيتوفى ولكني أردته أن يظهر في الفيلم الذي كان من المقرر أن يُصَوَر خصيصا من أجله ويحمل عنوان 'بول'» في 17 يونيو 2014 وخلال كأس العالم لكرة القدم لعام 2014 كان بول في برنامج «جوجل دودل». كان يمثل كأنه في السماء على سرير من السحب ومزين بهالة القديسين؛ وعندما حوّل إلى هيئة رسوم متحركة، بدا وكأنه متردد في توقعاته عن مباريات اليوم. وفي 13 يوليو، ظهر بول مرة أخرى في دودل في نهائيات عام 2014. في تلك الرسوم المتحركة كان عند النقر على السحب في اليسار العلوي من الشاشة يظهر صورة لبول يهتف ويشجع في النهائيات من السماء.

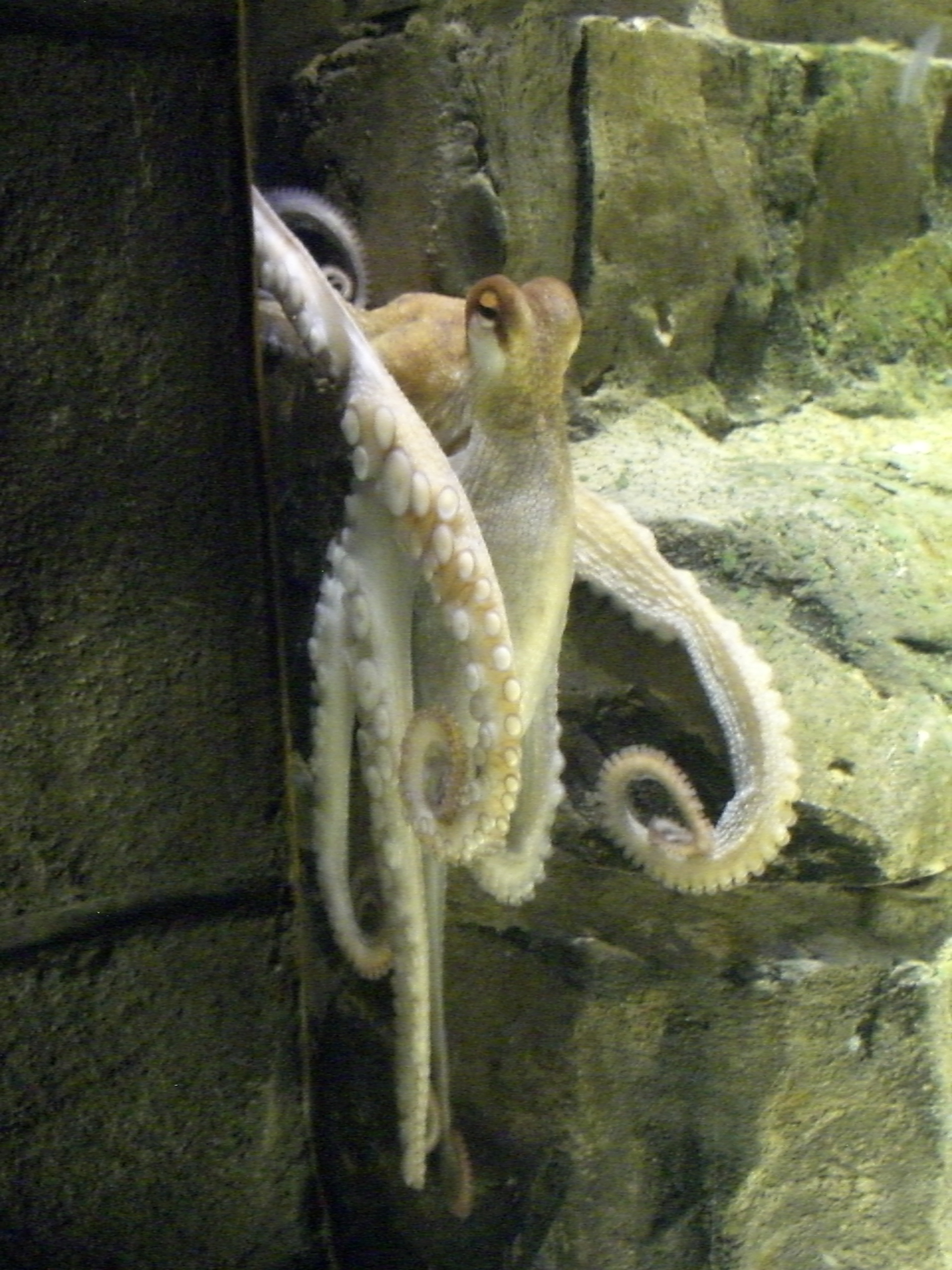
خروج الأخطبوط بول من مخبئه.
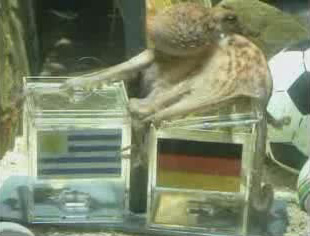
توقع الأخطبوط بول الصحيح في مباراة ألمانيا والأوروغواي.
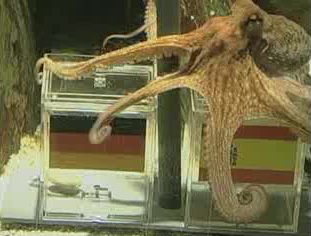
توقع الأخطبوط بول الصحيح في مباراة إسبانيا وألمانيا.
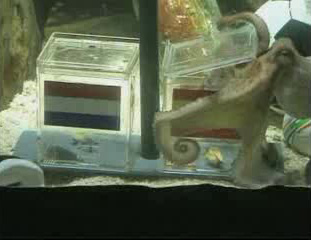
توقع الأخطبوط بول الصحيح في المباراة النهائية بين إسبانيا وهولندا.